# 魏岑巴赫河 (法蘭克尼亞薩勒河支流)
50°7′28.2″N 9°44′56.8″E / 50.124500°N 9.749111°E
魏岑巴赫河是德國的河流，位於該國東南部，由巴伐利亞負責管轄，屬於法蘭克尼亞薩勒河的右支流，河道全長7.1公里，流域面積23.5平方公里，發源自瓦特曼斯羅特附近，河口處在格雷芬多夫附近。